# Дмитровка (Великописаревский район)
Дмитровка (укр. Дмитрівка) — село,
Дмитровский сельский совет,
Великописаревский район,
Сумская область,
Украина.
Код КОАТУУ — 5921281301. Население по переписи 2001 года составляло 358 человек.
Является административным центром Дмитровского сельского совета, в который, кроме того, входят сёла
Братеница,
Лукашовка,
Александровка и
Шевченково.

## Географическое положение
Село Дмитровка находится на берегу реки Братеница,
выше по течению примыкают сёла Братеница и Шевченково,
ниже по течению на расстоянии в 1,5 км расположено село Пономаренки.
Рядом проходит граница с Россией.

## История
- В 1921 году село образовано объединением хуторов Климовна, Максимовна, Красноярский.

## Экономика
- Молочно-товарная, птице-товарная и свино-товарная фермы.

## Объекты социальной сферы
- Школа.

## Известные уроженцы
- Шевченко, Николай Иванович (1956—1982? [1985?]) — вероятный руководитель восстания советских военопленных в лагере Бадабер в 1985 году[2][3].